# Richard Altmann
Richard Altmann (ur. 12 marca 1852 w Deutsch Eylau, obecnie Iława, zm. 7 grudnia 1900 w Hubertusburgu) – niemiecki anatom, patolog i histolog.
Odkrywca mitochondriów. Rozpropagował termin „kwas nukleinowy” (niem. Nukleinsäure).

## Życiorys
Studiował na Uniwersytetach w Greifswaldzie, Królewcu, Marburgu oraz Giessen. W 1877 na Uniwersytecie w Gissen uzyskał tytuł doktora nauk medycznych. W 1879 roku otrzymał etat asystenta w Instytucie Anatomii w Lipsku, a rok później objął tam funkcję prosektora. Zajmował się opracowaniem nowych technik barwienia i utrwalania tkanek oraz materiału cytologicznego – opracował tzw. płyn Altmanna, składający się z kwas osmowy i dichromian potasu.
W 1882 habilitował się w dziedzinie anatomii i histologii, a pięć lat później został mianowany profesorem. W 1886 opracował metodę izolacji kwasów nukleinowych z drożdży, która z powodzeniem wykorzystywana była przez kolejne dziesięciolecia.
W 1889 Altmann rozdzielił nukleinę na część białkową: protaminę i histony oraz kwasową, którą nazwał kwasem nukleinowym. W 1890 z wykorzystaniem opracowanych przez siebie technik barwienia komórek, jako pierwszy zaobserwował mitochondria, nazwawszy je wówczas bioblastami. Założył, że są one niezbędne dla egzystencji komórki i stanowią podstawową jednostką życia komórki. Swoje odkrycie opisał w publikacji Die Elementarorganismen und ihre Beziehungen zu den Zellen, zawierający kompletny i dokładny opis oraz ilustrację mitochondriów.
Altmann zmarł w Hubertsburgu w Wermsdorfie 8 grudnia 1900 roku.

## Wybrane prace
- Zur Theorie der Bilderzeugung. Leipzig 1880.
- Ueber embryonales Wachsthum. Leipzig 1881.
- Studien über die Zelle. T. 1. Leipzig 1886.
- Ueber Nucleinsäuren. „Archiv für Anatomie und Physiologie, Physiologische Abteilung”, 1889.
- Zur Geschichte der Zelltheorien. Leipzig 1889.
- Die Elementarorganismen und ihre Beziehungen zu den Zellen. Leipzig 1890.